# Autostrada O54 (Turcja)
Otoyol 54 (tur. "Gaziantep Çevreyolu"), w skrócie O-54 – jedna z autostrad w Turcji. Droga o długości 32 km stanowi częściową obwodnicę miasta Gaziantep.